# Aynac
Aynac település Franciaországban, Lot megyében. Lakosainak száma 558 fő (2022. január 1.). Aynac Saint-Jean-Lagineste, Albiac, Anglars, Bannes, Leyme, Mayrinhac-Lentour, Rueyres, Saignes és Thémines községekkel határos.

## Népesség
A település népességének változása:
| Lakosok száma | 667  | 614  | 604  | 539  | 596  | 562  | 550  | 553  | 554  | 558  |
|               | 1968 | 1982 | 1990 | 2006 | 2013 | 2015 | 2017 | 2019 | 2020 | 2022 |